# Stefano Annibal
Stefano Annibal (Treviso, 1º aprile 1961) è un ex rugbista a 15 e allenatore di rugby a 15 italiano, in carriera attivo nel ruolo di seconda linea di Villorba e Benetton Treviso e 23 volte internazionale per l'Italia.

## Biografia
Proveniente dalle giovanili del Villorba, con tale squadra disputò il suo primo campionato e, nel giugno 1980, prima ancora di avere disputato un solo incontro di serie A, esordì in Nazionale: fu a Suva durante un tour del Pacifico contro Figi.
Nel 1981 debuttò in serie A con il Benetton Treviso, aggiudicandosi lo scudetto nel 1982-83; furono tre, in totale, i titoli nazionali vinti nelle sue quindici stagioni in tale club, mentre in Nazionale, fino al 1990, totalizzò 23 incontri, l'ultimo ad Albi contro la Francia.
In campionato vanta 313 incontri, che ne fanno, dopo Guido Rossi, il secondo giocatore per presenze della squadra trevigiana.
Dopo il ritiro si è dedicato all'attività imprenditoriale nel campo dell'abbigliamento, sia in Italia che in Tunisia, Paese dal quale si ritirò nel 2010.
Rientrato in Italia fu per due stagioni allenatore della Leonorso Udine in serie C.

## Palmarès
- Campionati italiani: 3
Benetton Treviso: 1982-83, 1988-89, 1991-92